# Едгар Еванс
Едгар Еванс (7 березня 1876, Міддлтон —  17 лютого 1912, Антарктида) — старшина (молодший офіцер), член Британської антарктичної експедиції 1910—1913 р., учасник Полярної групи, супутник капітана Роберта Фолкона Скотта по «штурму» Південного полюса в 1911—1912 роках. Ця остання група із п'яти чоловік, особисто відібраних для завершального етапу експедиції, досягла полюса 17 січня 1912 року, але всі вони, включаючи Еванса, загинули на зворотному шляху, коли намагалися повернутися на свою базу на Острові Росса.

## Біографія
Еванс народився в Міддлтоні, Россіллі (нині область Свонсі), Уельс, у сім'ї моряка. З 1882 року він навчався в школі для хлопчиків імені Святої Олени до 1889 року. В 1891 році Еванс поступив на службу в Королівський флот Великої Британії, а в 1899 почав службу на HMS Majestic (Броненось типа «Маджестик»), де саме в цей час служив лейтенант Роберт Скотт.

## Експедиція «Діскавері»
Коли готувалася перша антарктична експедиція Роберта Скотта на кораблі Діскавері в 1901—1904 роках, Еванс приєднався до неї. Разом з Вільямом Лашлі, він супроводжував Скотта в його далекій і небезпечній подорожі у глиб Землі Вікторії в 1903 році.

## Експедиція «Терра Нова»
Біограф Скотта Роланд Хунтфорд описав Еванса як «величезного, вгодованого чоловіка з бичачою шиєю» і «пивним животом». Еванс був практично списаний із судна і залишений в Новій Зеландії, за те що будучи п'яним, він впав у воду при посадці на корабель. Тим не менш, за свої минулі заслуги, за винахідливість, неабияку фізичну силу і величезний запас «анекдотів» був прощений Скоттом і взяв участь в експедиції.
Скотт вибрав Еванса як члена його полярної експедиції, разом із лейтенантом Генрі Робертсоном Боверсом, Лоуренсом Оутсом, і доктором Едвардом Адріаном Вілсоном. Скотт описав Еванса у своєму щоденнику як: «невтомного працівника — він відповідає за всі санні повозки, транспортне спорядження, намети, спальні мішки, упряж, і ніхто не може пригадати жодного висловленого ним невдоволення будь-яким з цих пунктів, це наочно показує, яким неоціненним він був помічником». Через 11-ть тижнів після відправлення із базового табору, Полярна експедиція Скотта із 5-ти чоловік досягла Південного полюсу 17 січня 1912 року, тільки для того, щоб виявити, що Руал Амундсен зі своєю групою із 5-ти чоловік вже побував на полюсі за 5-ть тижнів до них.

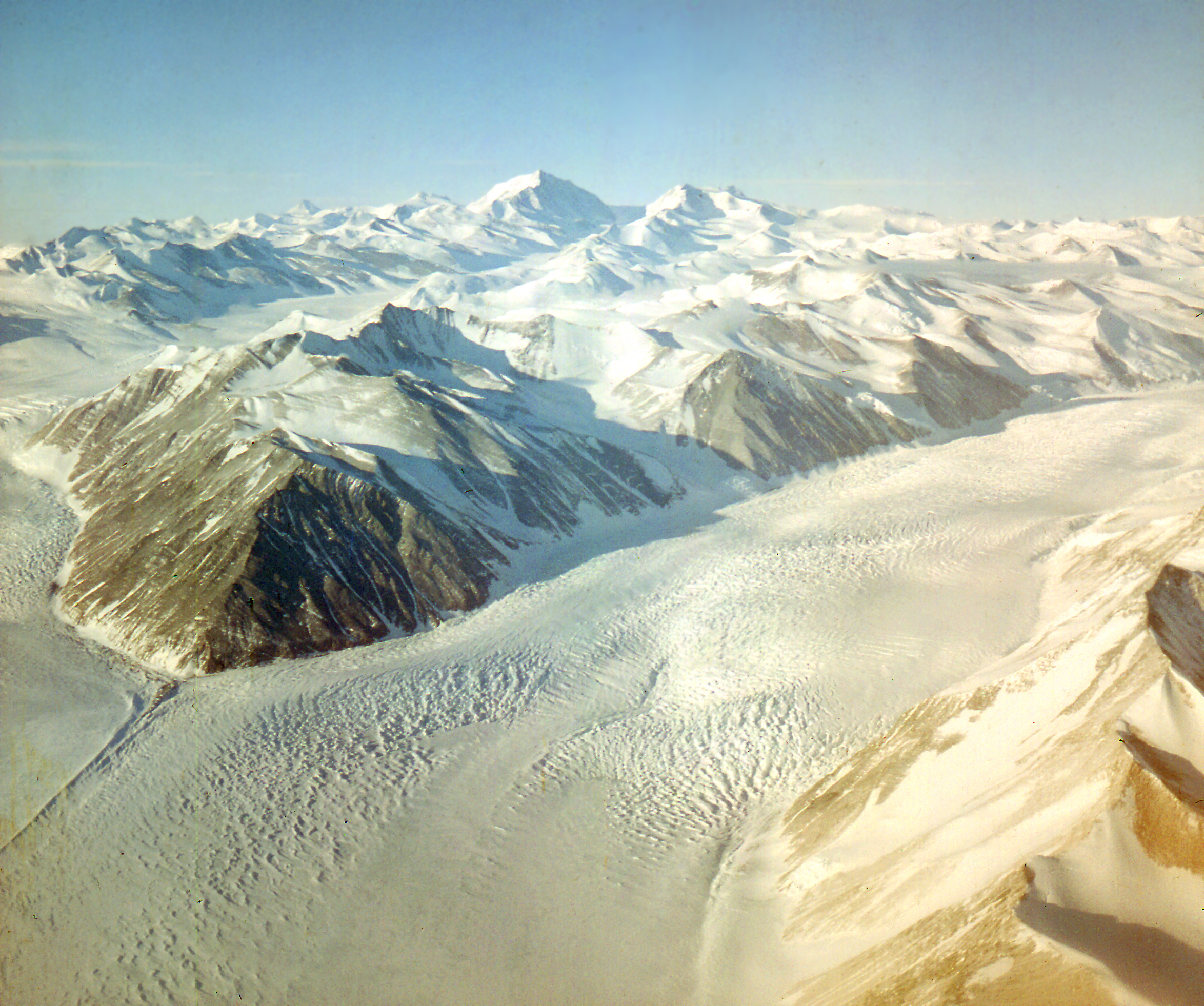
Льодовик Бірдмора. Місце загибелі Едгара Еванса

Їх зворотний шлях незабаром став розпачливою справою. Еванс порізав руку в результаті нещасного випадку, ще коли вони прямували до полюса, і рана не гоїлася. Під час зворотного шляху в нього почав погіршуватися моральний і фізичний стан, він дуже страждав від обмороження рук, ніг і обличчя. Коли вони спустилися із льодовика Бірдмора, він, як вважають, дістав важку травму голови внаслідок падіння в тріщину 4 лютого 1912 року, яка стала причиною серйозного струсу мозку, що додатково викликало швидке погіршення його фізичного стану. Протягом усього спуску його фізичний стан спричинив сповільнення руху групи, до того ж запаси їхнього продовольства катастрофічно зменшувалися.
16 лютого 1912 року, при наближенні до підніжжя льодовика, Еванс знепритомнів. Наступного ранку, не в змозі йти нарівні з іншими, він все більше відставав і перебував далеко позаду, в той час як інші йшли вперед, наближаючись до наступної бази постачання, де вони повинні були розвантажити сани й повернутися назад, щоб забрати його на порожніх санях. Еванс помер у наметі в ту ніч. Що було зроблено з його тілом, не було записано в експедиційний журнал, і ніхто із інших членів полярної експедиції не пережив зворотний шлях.
Вдова Еванса, Лоїс (вони одружилися в 1904 році і мали трьох дітей), встановила меморіальну дошку, в честь його пам'яті, в нормандській церкві в Россіллі. На ній висічені слова:

"Во славу Божу і на згадку про Едгара Еванса, старшину 1-го класу, R.N., уродженець цього приходу, який загинув 17 лютого 1912 року при поверненні із Південного полюса Британської антарктичної експедиції під командуванням капітана Роберта Фолкона Скотта, C.V.O., R.N. «Щоб шукати, домагатися, щоб знайти і не здаватися».

Старшину 1-го класу також пам'ятають при військово-морській береговій установі на острові Кита в Портсмуті (графство Гемпшир), де було відкрито в 1964 році «Edgar Evans Building» і названо на честь старшини, а не адмірала.
Існує також меморіальна дошка на меморіалі маяка Скотта на озері в «Роат парку» в Кардіффі, Південний Уельс, на якій перераховані всі члени екіпажу, включаючи Едгара.
У фільмі «Скотт з Антарктики» — Едгара Еванса зіграв Джеймс Робертсон Джастіц. На центральному ТБ у серіалі «Останнє місце на Землі», Еванса зіграв Пет Роуч.